# Chi Trạch đài thảo
Chi Trạch đài thảo (danh pháp khoa học: Caldesia) là một chi thực vật lâu năm, thân thảo thủy sinh, thuộc họ Trạch tả (Alismataceae). Nó bao gồm 4 loài còn sinh tồn tại khu vực nhiệt đới Cựu thế giới. Chi này có các mẫu hóa thạch phân bố rộng khắp tại đại lục Á-Âu với niên đại từ thế Oligocen cho tới thế Pleistocen và cũng đã được tìm thấy trong các địa tầng hóa thạch tại Hoa Kỳ (Idaho và Vermont). Mười loài hóa thạch đã được miêu tả thuộc về chi này.

## Miêu tả
Tất cả các lá đều mọc ở gốc cây, nằm trong không khí hay nổi trên mặt nước hoặc chìm trong nước, hình trứng hay elíp, hình tim hay gần hình tim. Các lá nổi màu xanh lục sẫm, to; các lá trên không thì dai và bóng gần như da, với cuống mọc thẳng; các lá chìm trong nước thường nhỏ hơn. Hoa có cuống, lưỡng tính, mọc vòng thành các chùm hay chùy. Các cánh hoa thường lớn hơn lá đài. Nhị 6(-12). Lá noãn ít hay nhiều mọc thành một vòng đơn, tự do, mỗi lá noãn với 1 noãn; các vòi nhụy ở gần mặt bụng. Quả nhỏ dạng quả hạch, với vỏ trong dạng gỗ và vỏ ngoài mềm xốp, phồng hay hơi ép lại, với mỏ gần mặt bụng ngắn, trơn hoặc với các u sần hay gai.

## Các loài
- Caldesia brandoniana †
- Caldesia grandis. Phân bố: Assam, Bangladesh, miền nam Trung Quốc.
- Caldesia janaki-ammaliae
- Caldesia oligococca - Trạch đài thảo ít quả.
  - C. oligococca var. acanthocarpa. Phân bố: Queensland, Lãnh thổ Bắc Úc (Australia).
  - C. oligococca var. echinata. Phân bố: Miền tây châu Phi từ Mali tới Chad, Ấn Độ, Pakistan, Sri Lanka, Thái Lan, Việt Nam, Java (Indonesia).
- Caldesia parnassifolia (đồng nghĩa: C. reniformis) - Trạch đài thảo, từ cô thận. Phân bố: Rộng khắp châu Âu, châu Á, châu Phi và Queensland.
- Caldesia plantago-aquatica

## Hình ảnh

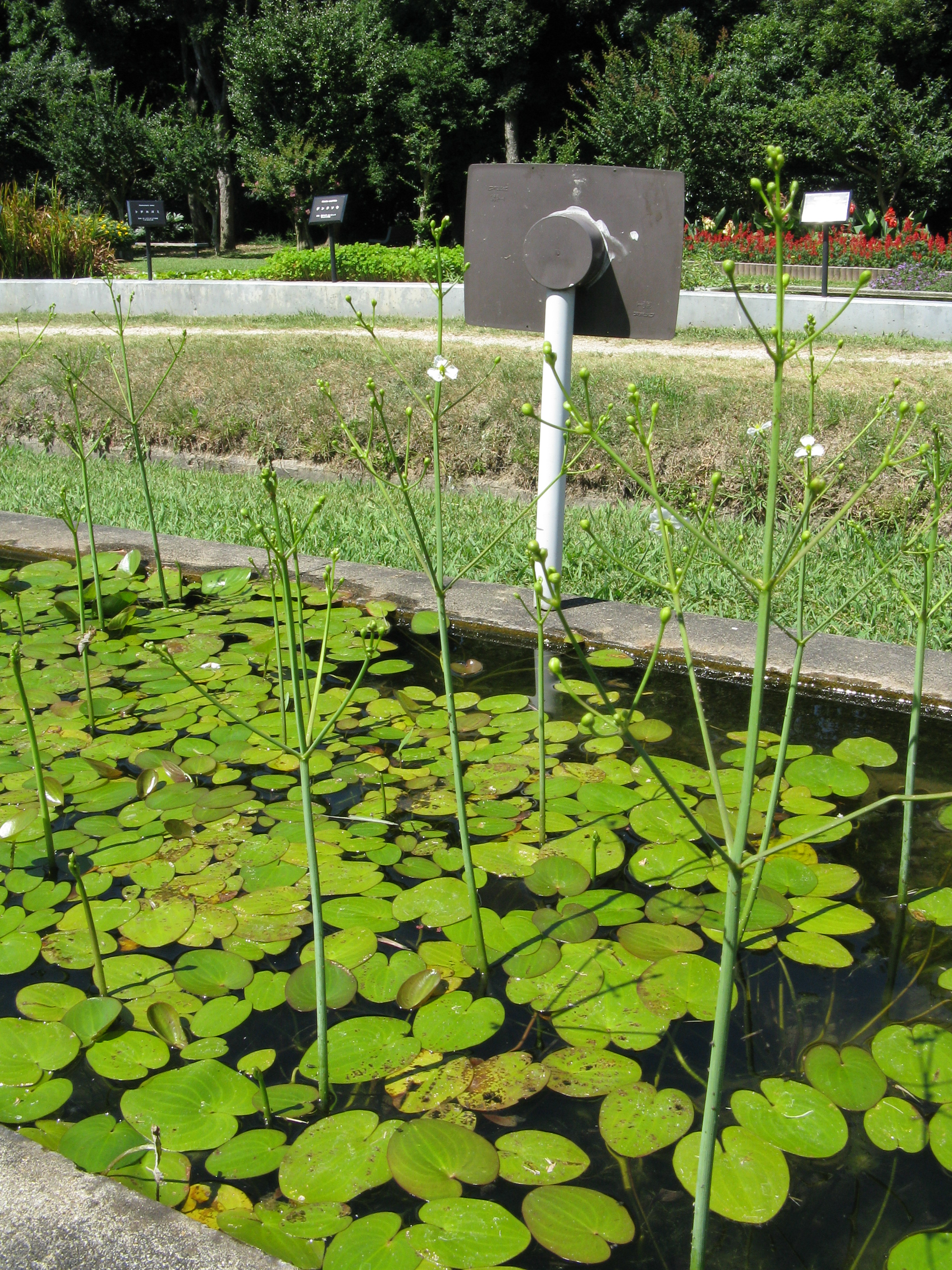
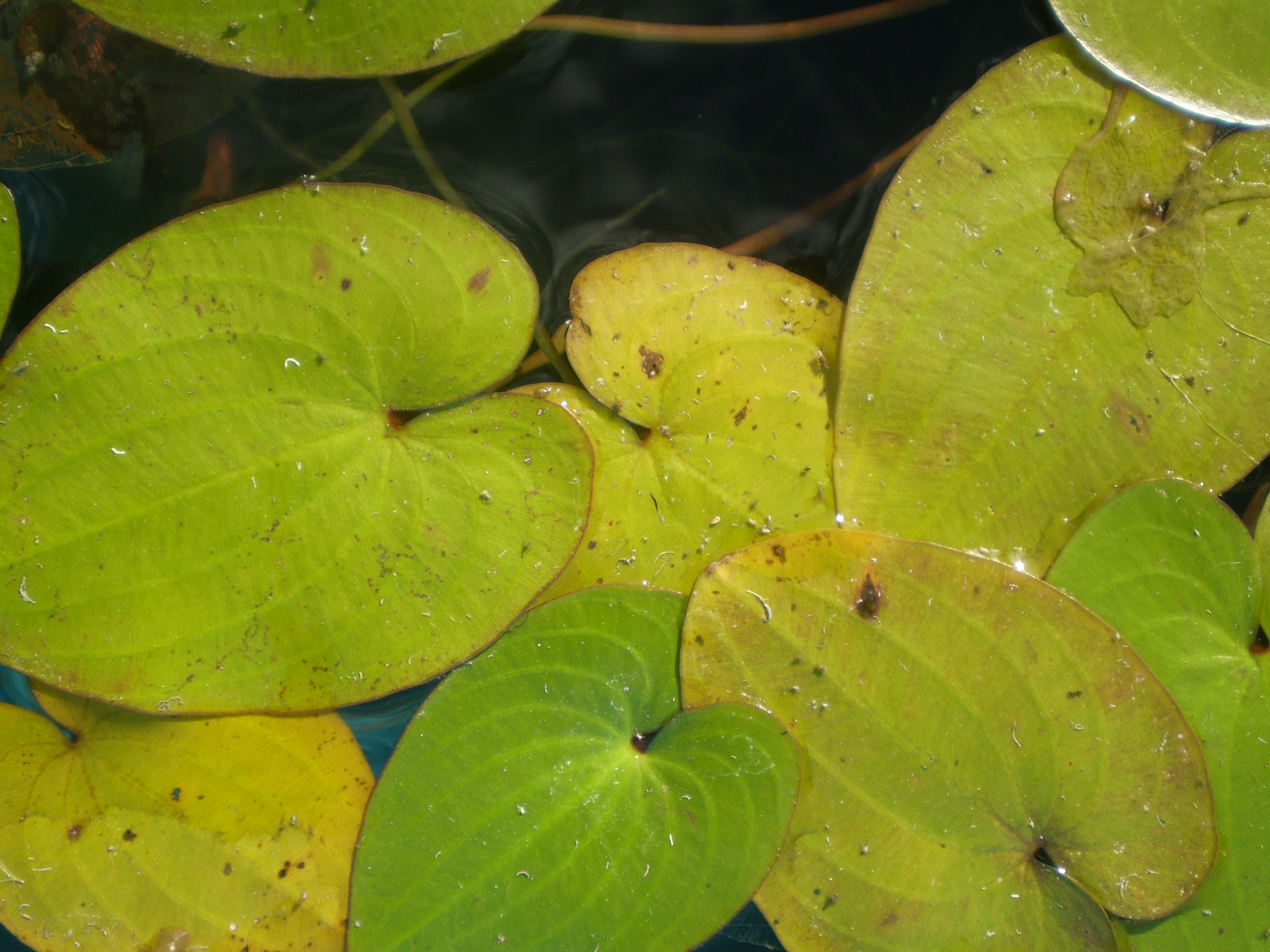